# Ben Alexander (rugbista)
Ben E. Alexander (Sydney, 13 novembre 1984) è un ex rugbista a 15 australiano che giocava nel ruolo di pilone. Nella sua carriera vanta 72 apparizioni con l'Australia ed è inoltre il giocatore con più presenze (153) con i Brumbies in Super Rugby.

## Biografia
Ancora dilettante, Alexander subì nel 2005 la frattura a una gamba, che lo tenne lontano dai campi di gioco per 13 mesi; tornato all'attività sportiva, si recò in Inghilterra per una stagione al Bedford Blues e, tornato in Australia, fu ingaggiato da professionista dai West Sydney Rams, formazione dell'effimero Australian Rugby Championship, competizione che durò una sola edizione nel 2007.
Terminata l'avventura con la squadra di Sydney, fu messo sotto contratto dalla franchise di Canberra dei Brumbies in Super 14, competizione in cui esordì nel 2008 contro i Reds.